# Psychotria semifissa
Psychotria semifissa är en måreväxtart som beskrevs av Johannes Müller Argoviensis. Psychotria semifissa ingår i släktet Psychotria och familjen måreväxter. Inga underarter finns listade i Catalogue of Life.